# رالف ميرفي (مخرج)
رالف ميرفي (بالإنجليزية: Ralph Murphy)‏ هو كاتب سيناريو ومخرج أمريكي، ولد في 1 مايو 1895 في مقاطعة تولاند في الولايات المتحدة، وتوفي في 10 فبراير 1967 في لوس أنجلوس في الولايات المتحدة بسبب مرض.

## وصلات خارجية
- رالف ميرفي على موقع IMDb (الإنجليزية)
- رالف ميرفي على موقع ألو سيني (الفرنسية)
- رالف ميرفي على موقع أول موفي (الإنجليزية)
- رالف ميرفي على موقع قاعدة بيانات برودواي على الإنترنت (الإنجليزية)
- رالف ميرفي على موقع قاعدة بيانات الأفلام السويدية (السويدية)
- رالف ميرفي على موقع قاعدة بيانات الفيلم (الإنجليزية)
- رالف ميرفي على موقع كينوبويسك (الروسية)